# 教育大臣
國王陛下首席教育大臣（英語：His Majesty's Principal Secretary of State for Education），簡稱「教育大臣」，是英國政府的內閣大臣之一，負責主管教育部。
現任教育大臣是方佩芝，自2024年7月5日就任。

## 職責
教育大臣雖然是聯合王國的大臣，但其主管的教育部的職權只包括英格兰。其他構成國的教育事務因權力下放，交由個別教育部長負責。
他的職務具體包括：
- 早年教育、公立學校（英语：Academy (English school)）、免費學校（英语：Free school (England)）、技術學徒、持續教育（英语：Further education）和高等教育，
- 學童的社會關懷措施，
- 教師招聘和保留，
- 學校課程，
- 學校改善，以及
- 監管部門對2019冠状病毒病的應對。

## 沿革
樞密院於1837年增設了一個教育事務委員會，以監管政府分配的教育撥款。委員會由樞密院議長擔任主席，成員包括內閣大臣、第一財政大臣和財政大臣。1857年起，委員會上設一個副主席，首任副主席為威廉·庫珀。《1899年教育委員會法令》廢除了樞密院委員會，另設「教育委員會」（Board of Education）。《1944年教育法令》規定將教育委員會更名為教育部（Ministry of Education），1964年該部門與科學部合併，成為教育及科學部。
自此，部門間作不同兼併，最後一次變動發生於2010年，卡麥隆籌組23年來首個保守黨政府，將教育事務自成一個部門，直至今天。